# Chokak Hamam
Chokak Hamam (en azerí: Çökək hamam) es un hamam histórico en Gəncə, Azerbaiyán, cerca de la Mezquita Juma.

## Historia
Chokak Hamam se construyó en Gəncə en 1606 según el diseño del arquitecto Bahā al-dīn al-Āmilī. En la construcción del edificio se utilizó una mezcla de arcilla y cal y ladrillo rojo. Tiene una cúpula grande y dos pequeñas. Fue reparado en 2003 por el Departamento de Reparación del Ministerio de Cultura de Azerbaiyán. El edificio es un centro de artes decorativas. Desde 2014, la casa de baños funciona como baño para uno de los hoteles en Gəncə.

## Galería

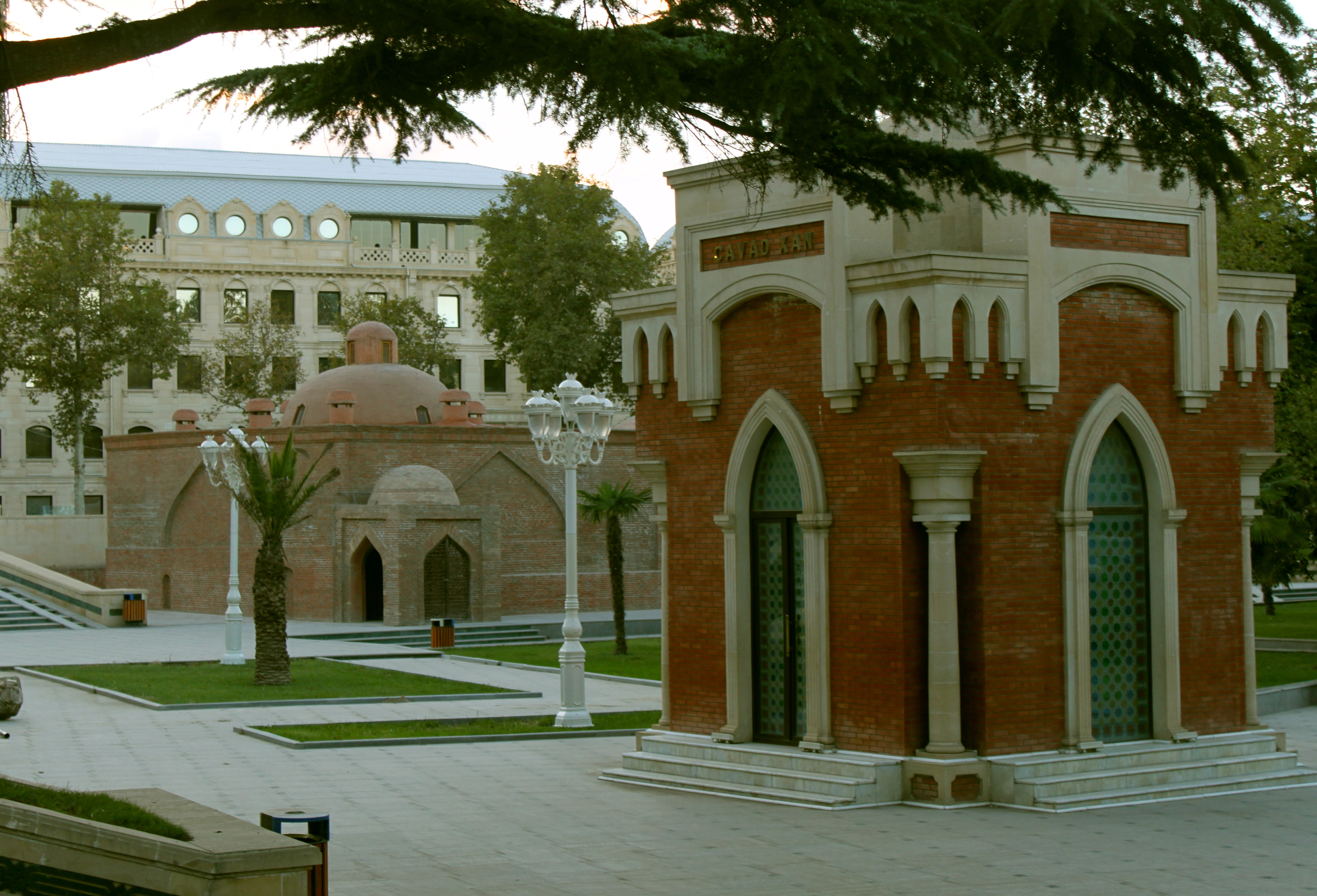
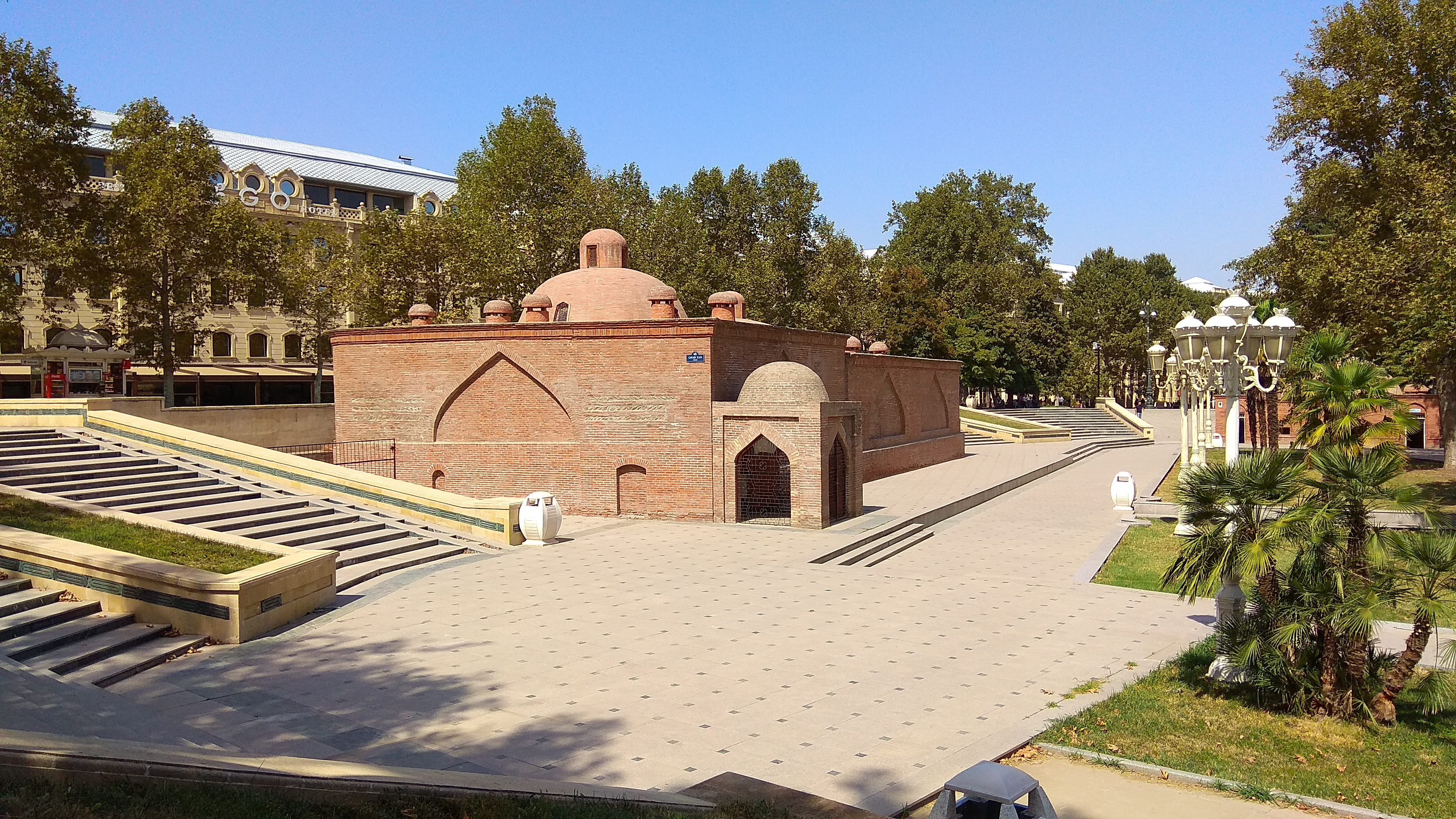
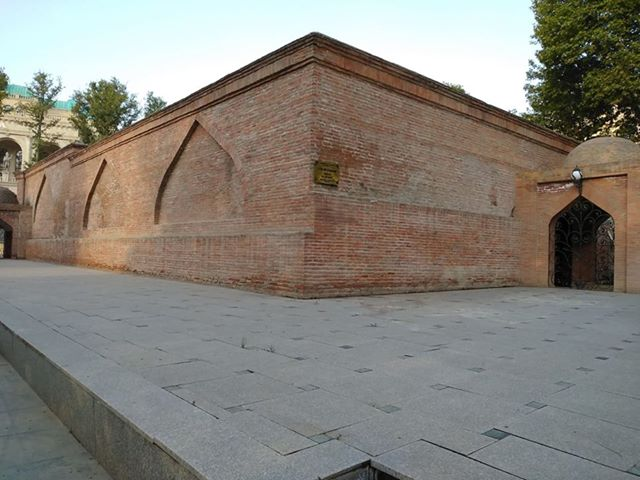
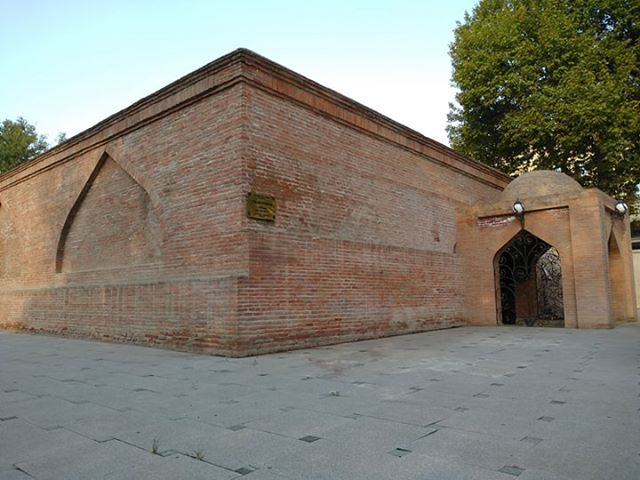